# Футболист года в Кении
Лучший футболист в Кении - футбольная награда футболиста играющего непосредственно в клубе Кении.

## Награды за 2010 год
Награды были проведены по следующим номинациям: 

Лучший футболист (Best Player)
| Место | Игрок                            | Клуб!             |
| ----- | -------------------------------- | ----------------- |
| 1     | Джордж Одиамбо (George Odhiambo) | Гор Махиа/Рандерс |
| 2     | Стефан Очола (Stephen Ocholla)   | Улинзи Старз      |
| 3     | Джон Бараза (John Baraza)        | Софапака          |

Бомбардиры (Scorer)
| Место | Игрок                        | Клуб     | голы |
| ----- | ---------------------------- | -------- | ---- |
| 1     | Джон Бараза (John Baraza)    | Софапака | 15   |
| 2     | Эзекил Одера (Ezekiel Odera) | ККБ      | 11   |
| 3     | Ален Отиндо (Allan Otindo)   | Карутури | 9    |

Лучший вратарь (Goalkeeper)
| Место | Голкипер                        | Клуб!           |
| ----- | ------------------------------- | --------------- |
| 1     | Франсис Очинг (Francis Ochieng) | Улинзи Старз    |
| 2     | Мартин Мусалия (Martin Musalia) | Матхаре Юнайтед |
| 3     | Якоб Оньянго (Jacob Onyango)    | Гор Махиа       |

Лучший Защитник (Defender)
| Место | Игрок                           | Клуб!        |
| ----- | ------------------------------- | ------------ |
| 1     | Гефрей Кокойо (Geoffrey Kokoyo) | Улинзи Старз |
| 2     | Давил Отьено (David Otieno)     | Сони Шуга    |
| 3     | Джеймс Ситума (James Situma)    | Софапака     |

Лучший полузащитник (Midfielder)
| Место | Игрок                          | Клуб!        |
| ----- | ------------------------------ | ------------ |
| 1     | Антони Кимани (Anthony Kimani) | Софапака     |
| 2     | Стефен Очола (Stephen Ocholla) | Улинзи Старз |
| 3     | Колинс Окот (Collins Okoth)    | Гор Махиа    |

Честная игра (Fair Play)
| Место | Игрок                            | Клуб!             |
| ----- | -------------------------------- | ----------------- |
| 1     | Ален Отиндо (Allan Otindo)       | Карутури          |
| 2     | Джордж Одиамбо (George Odhiambo) | Гор Махиа/Рандерс |
| 3     | Джон Бараза (John Baraza)        | Софапака          |

Открытие сезона (New Player)
| Место | Игрок                         | Клуб!          |
| ----- | ----------------------------- | -------------- |
| 1     | Эзекил Одера (Ezekiel Odera)  | ККБ            |
| 2     | Муса Мухаммед (Musa Mohammed) | Гор Махиа      |
| 3     | Эдвин Маура (Edwin Mwaura)    | Поста Ренджерс |